# Malonogometni klub Mejaši
Il Malonogometni klub Mejaši, noto semplicemente come Mejaši, è un club croato di calcio a 5 con sede a Spalato. 

## Storia
La società è stata fondata nel 1982 e prende il nome dall'omonimo quartiere di Spalato (Cavosoli in italiano). 
All'epoca della sponsorizzazione della Ship Management, durante i primi anni del 2000, il Mejaši ha gravitato nelle retrovie del campionato: a partire dalla stagione 2001-2002 ha collezionato un quinto, un settimo ed un decimo posto pericolosamente vicino alla zona retrocessione. La squadra spalatina ha centrato il quarto posto nella stagione 2004-2005, giungendo poi alle semifinali play-off per il titolo. Le semifinali sono da quell'anno sempre ad appannaggio del Mejasi, che vi è giunto in tutte le edizioni sinora disputate, collezionando sino ad oggi tre quarti posti in stagione regolare ed un quinto.
Nella coppa nazionale, il Mejaši ha raggiunto la finale dell'edizione 2002-2003, persa contro i concittadini del MNK Split 8-5. Dopo il terzo posto nella stagione 2006/07, il Mejasi è giunto alla final four dell'edizione 2008-2009.